# Tomate séchée
Pour les articles homonymes, voir Tomate et Séchage (cuisine).
Les tomates séchées sont un aliment déshydraté traditionnel, à base de tomates déshydratées par séchage au soleil.

## Histoire
Découvertes en Amérique du Sud à la suite de la découverte et l'exploration du continent au XVe siècle, les tomates sont introduites au XVIe siècle en Espagne, avant que leur culture ne se répande en Europe, dans le bassin méditerranéen, et dans le monde. Longtemps considérées comme plantes ornementales ou médicinales, elles ne sont consommées dans l'alimentation courante qu'à partir du XVIIIe siècle.

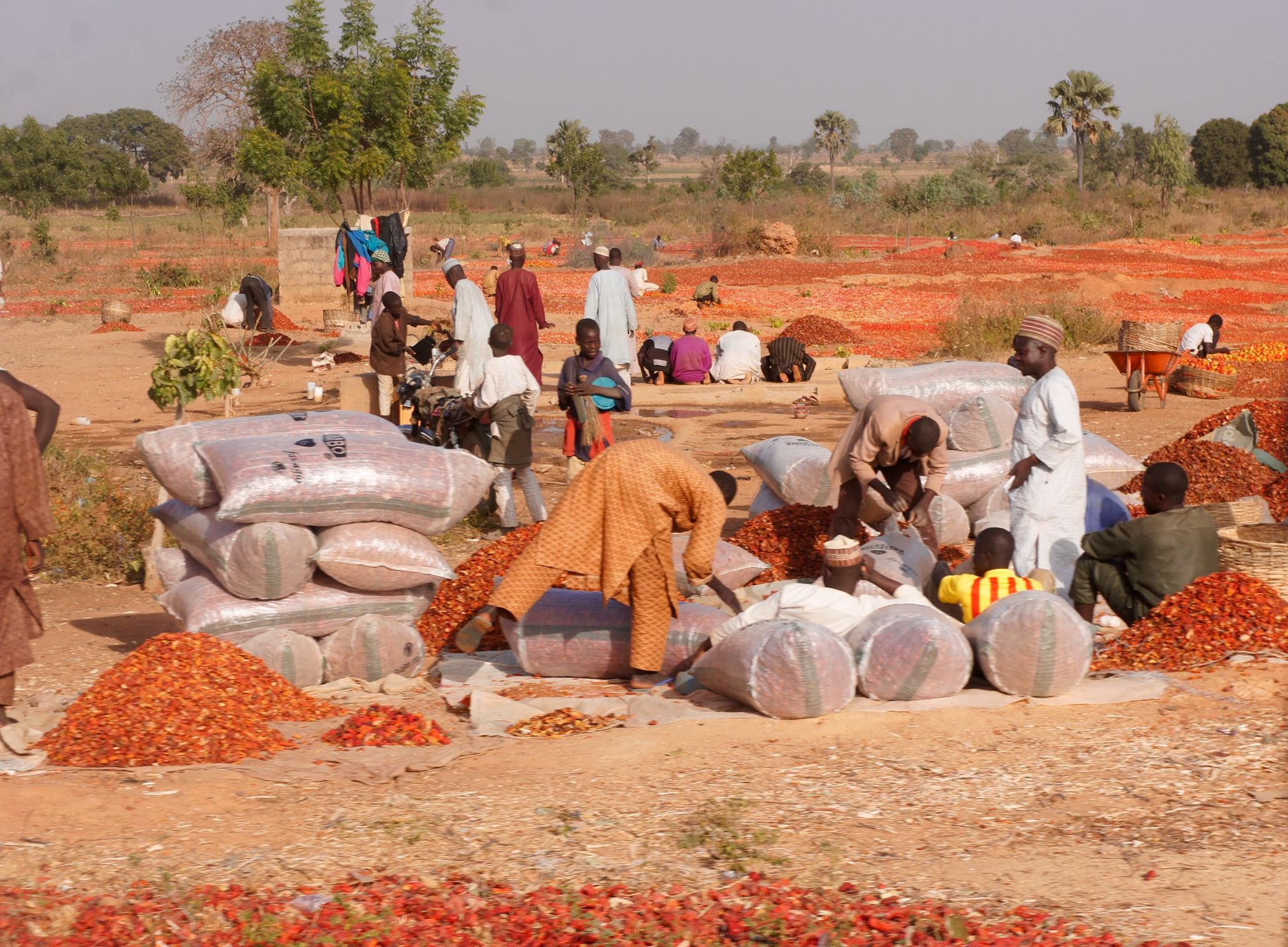
Séchage traditionnel de
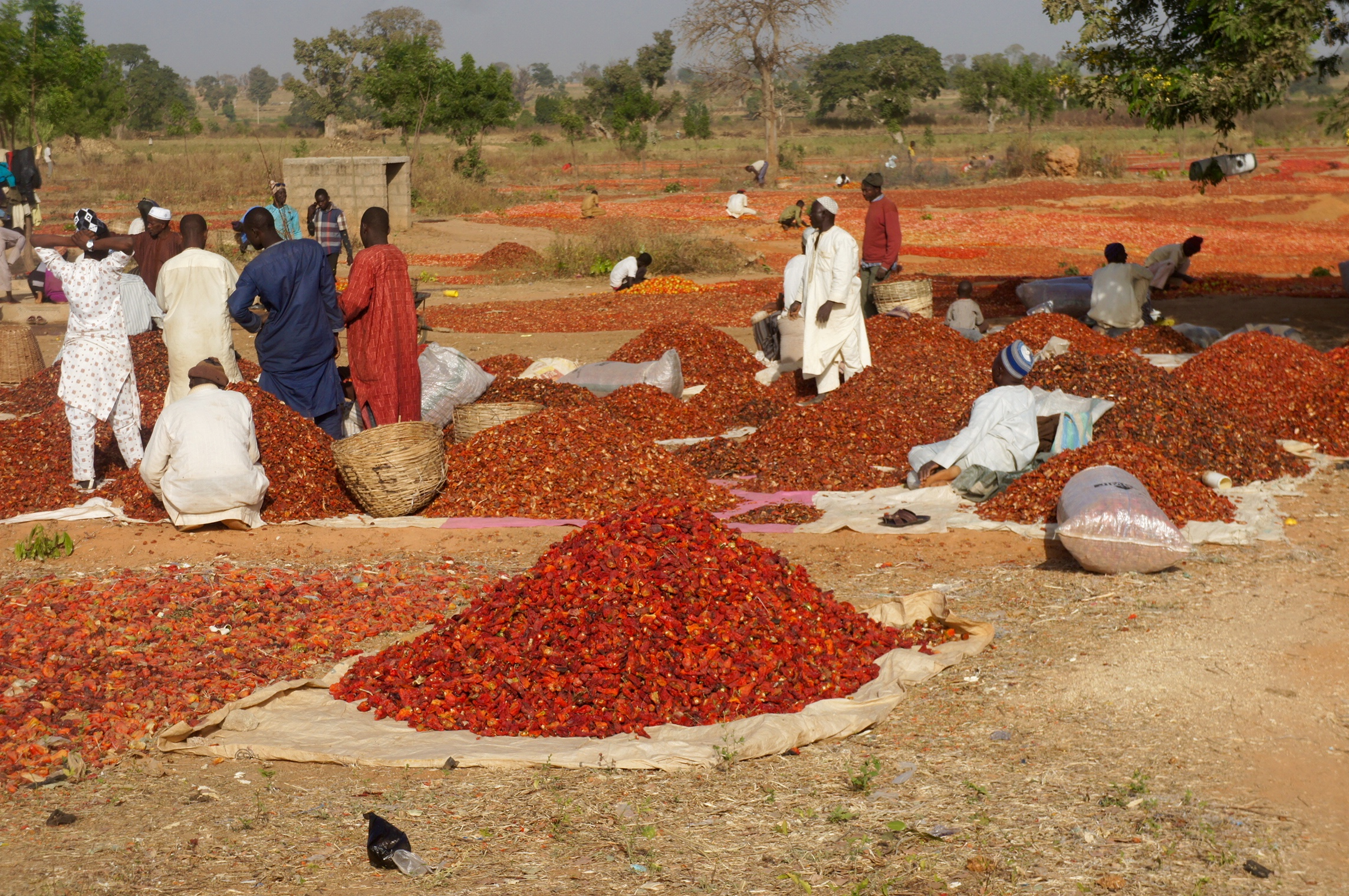
tomates au Nigeria
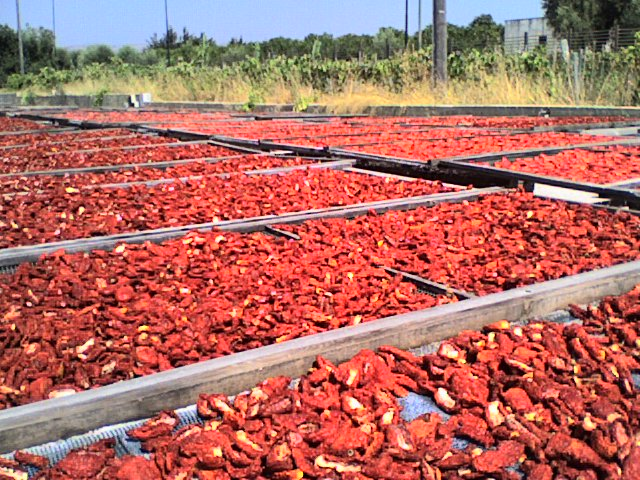
et en Sicile.

La production de tomates séchées est traditionnelle entre autres dans les régions méditerranéennes, mais également en Asie et en Afrique où elles sont séchées par coutume sur les toits de tuiles en été, pour être conservées et consommées hors saison. Elles sont à ce jour produites à l'échelle industrielle pour le commerce et la grande distribution.

## Séchage
Ce procédé traditionnel de conservation des aliments (faible en sodium, lipides et calories) préserve sa qualité nutritionnelle, en particulier la teneur en lycopène, antioxydants, et vitamine C. 

Dans le commerce
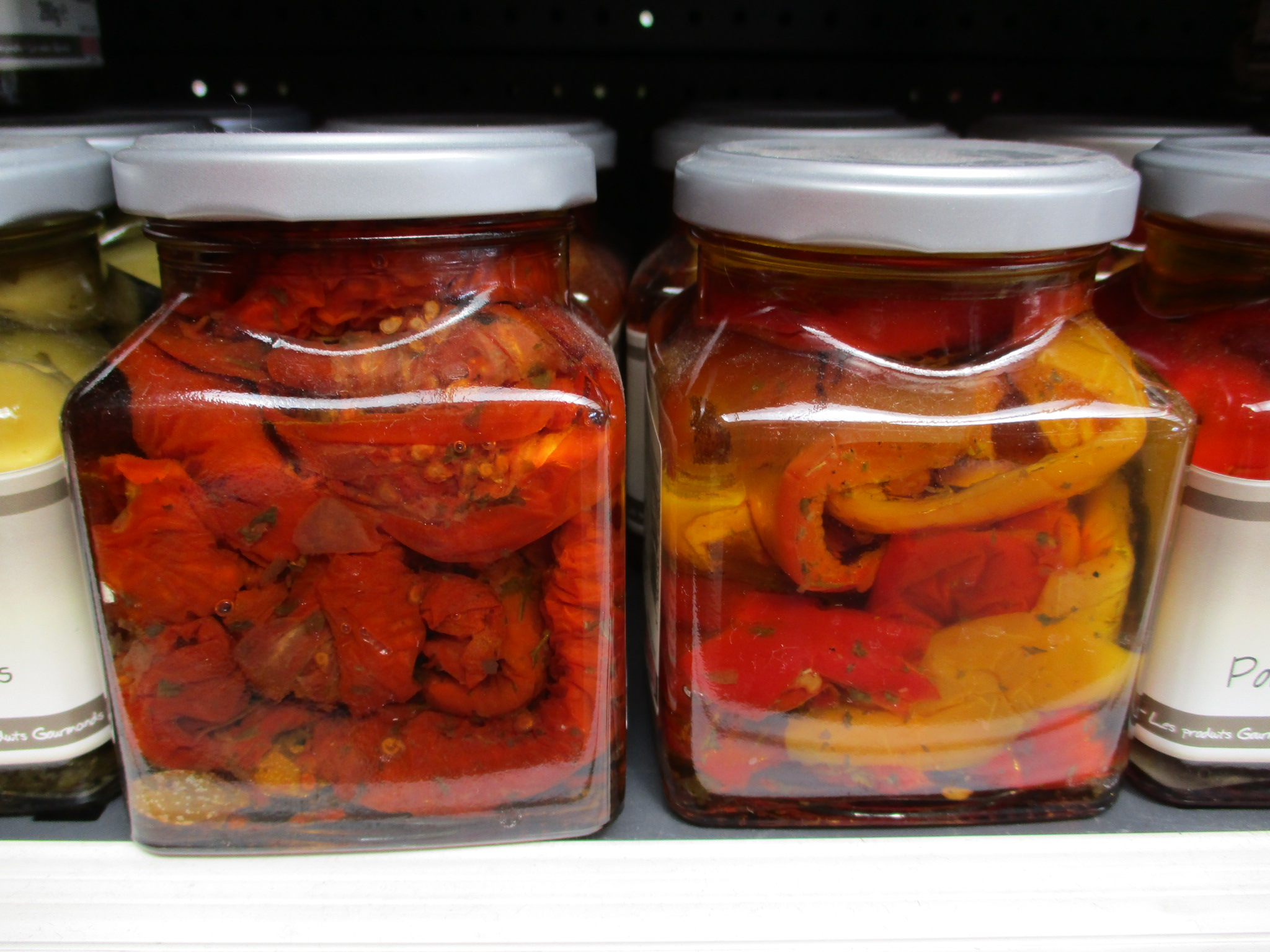
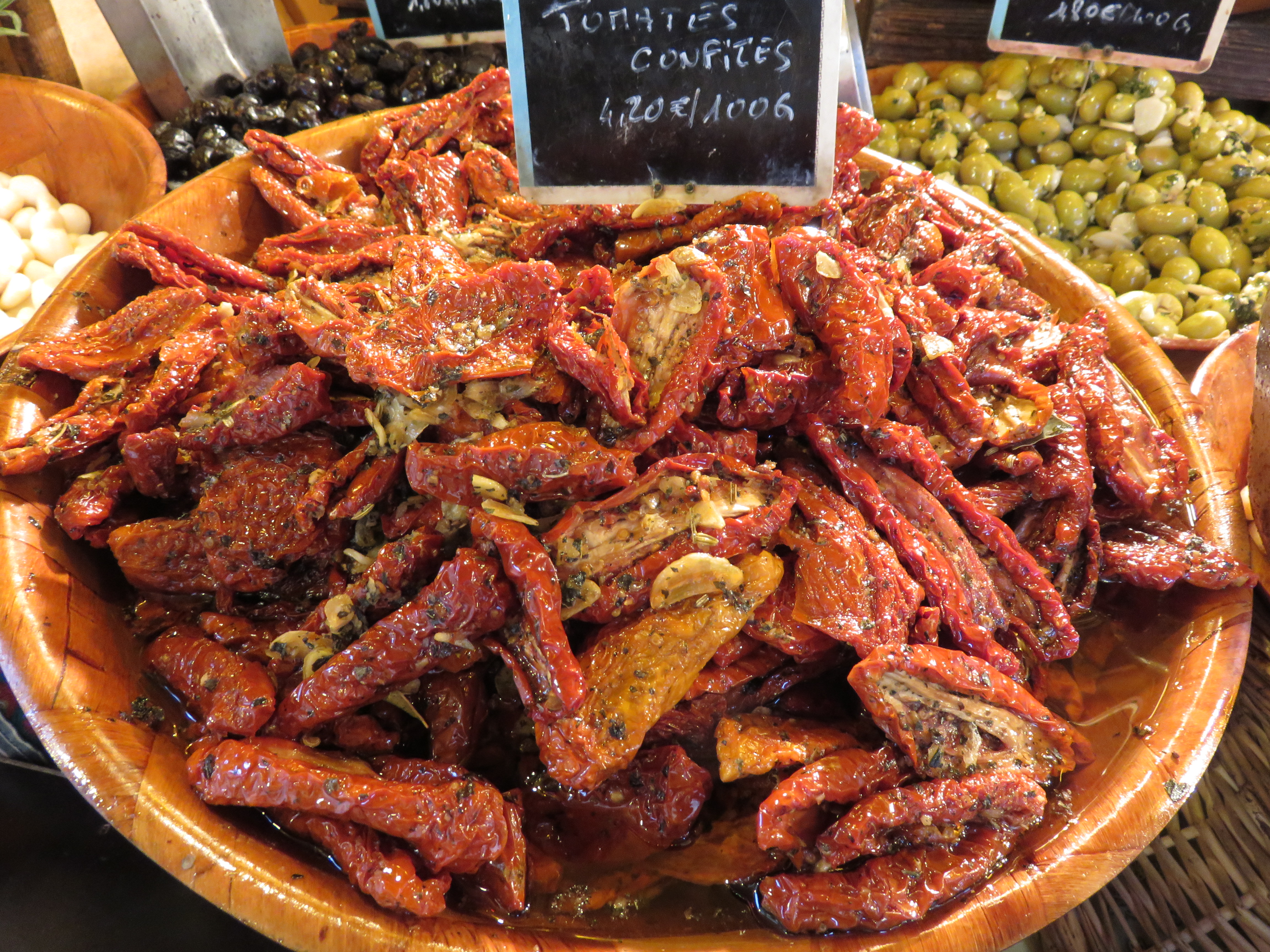
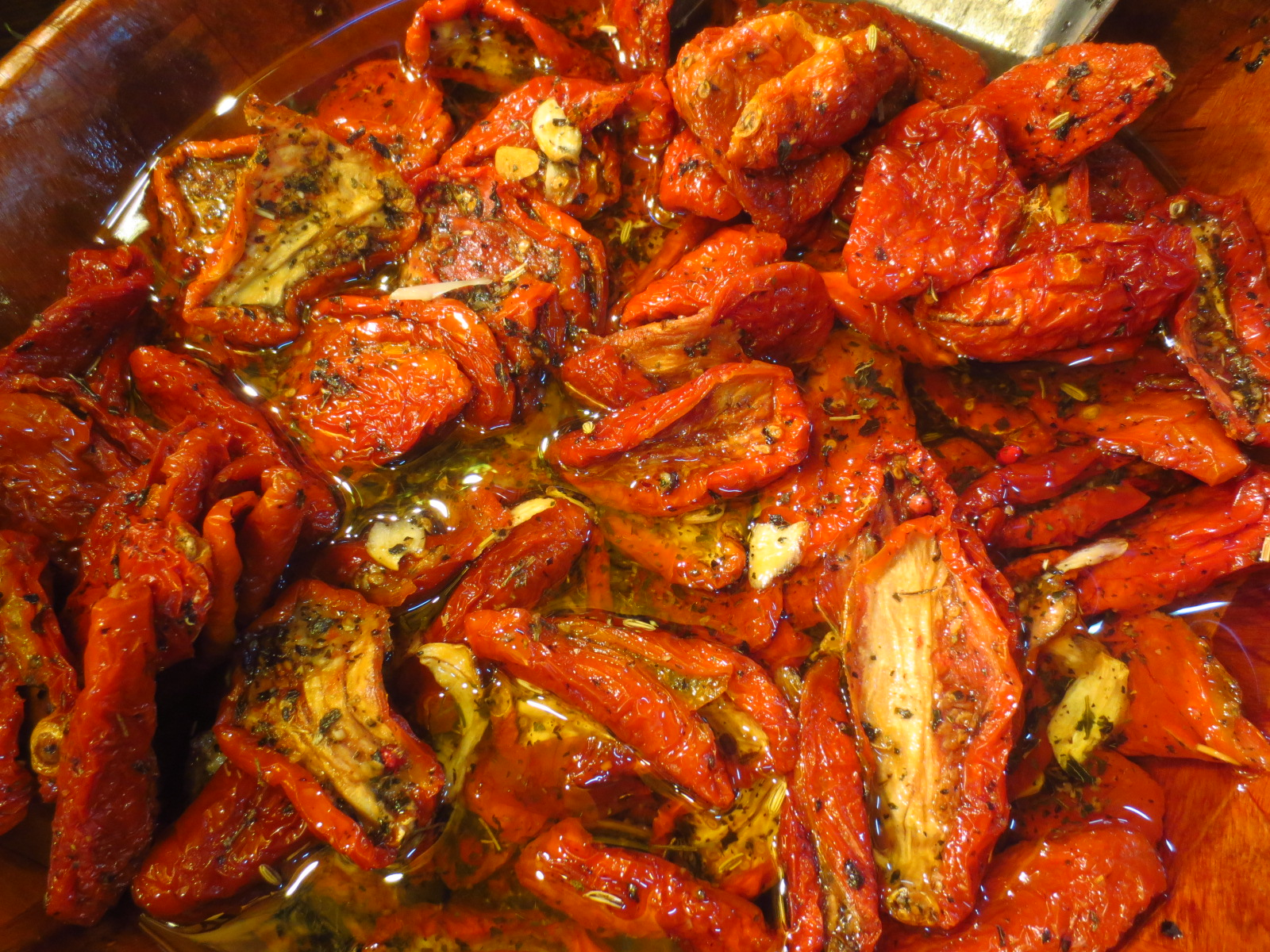
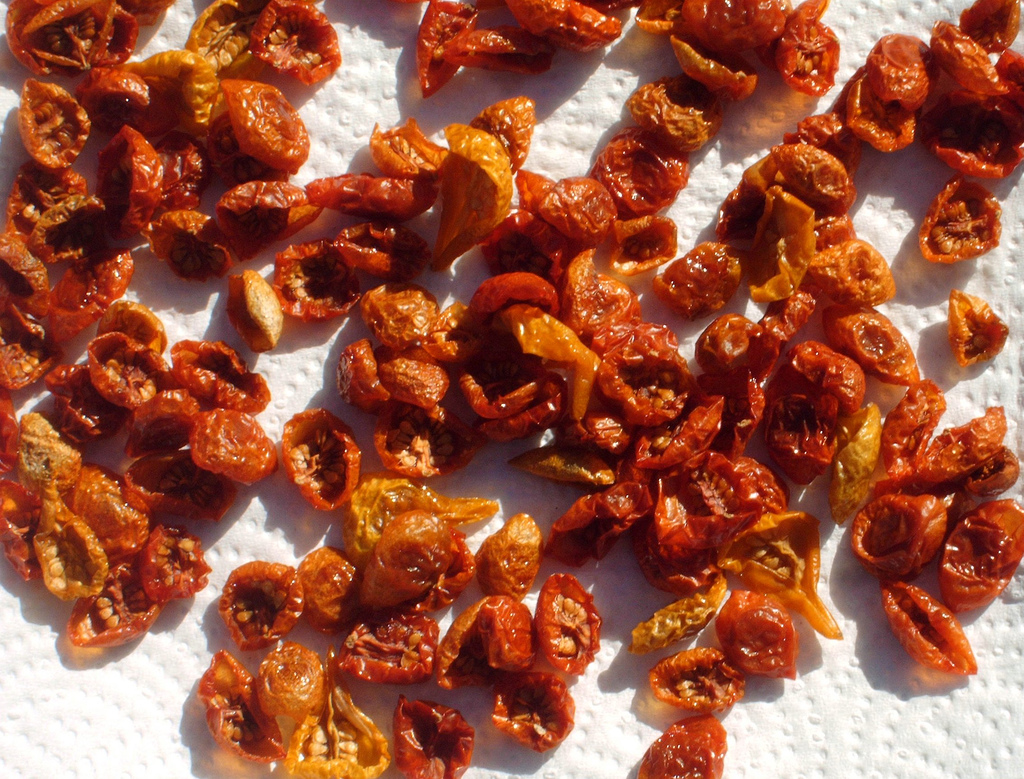

De nombreuses variétés de tomates bien mures, de diverses tailles, sont généralement coupées en deux, puis traditionnellement séchées lentement et naturellement au soleil, généralement pendant environ une semaine (4 à 10 jours) pour perdre par évaporation environ 90 % de leur eau, de leur volume, et de leur poids (soit environ 8 à 14 kg de tomates fraîches pour produire 1 kg de tomates séchées). Elles sont ensuite rincées et stérilisées  dans une solution d'eau et de vinaigre, et peuvent être alors conservées confites dans de l'huile d'olive (éventuellement aromatisées avec ail, plantes aromatiques, menthe, origan, câpre, ou piment…).

## Cuisine
Les tomates peuvent être également séchées au four à basse température (environ 100 °C) pendant 2 ou 3 heures. Variantes des poivrons grillés, ou d'aliments déshydratés, elles sont très populaires dans de nombreuses régions de la cuisine méditerranéenne.

Quelques recettes de cuisine
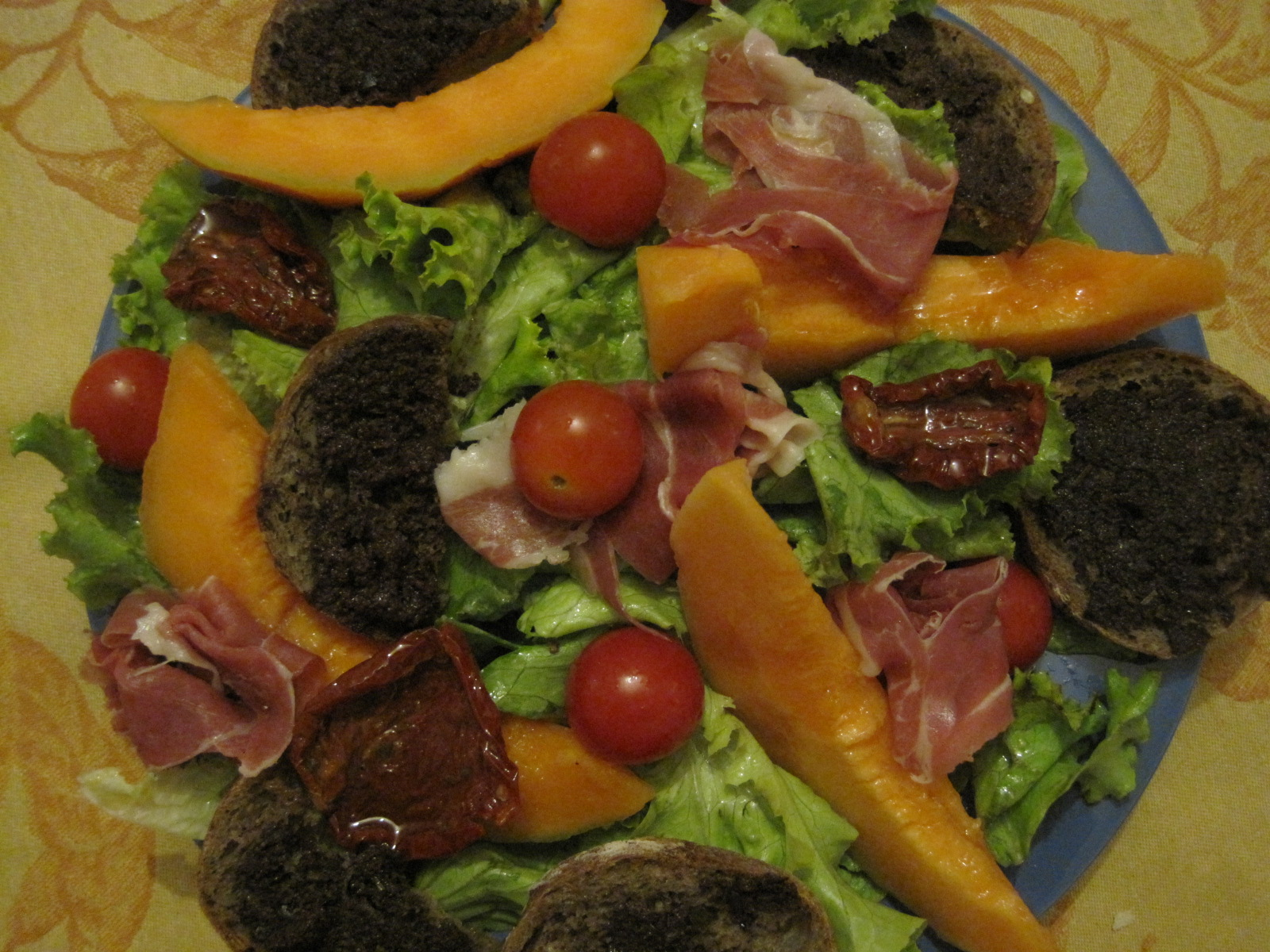
Antipasti et salade composée.
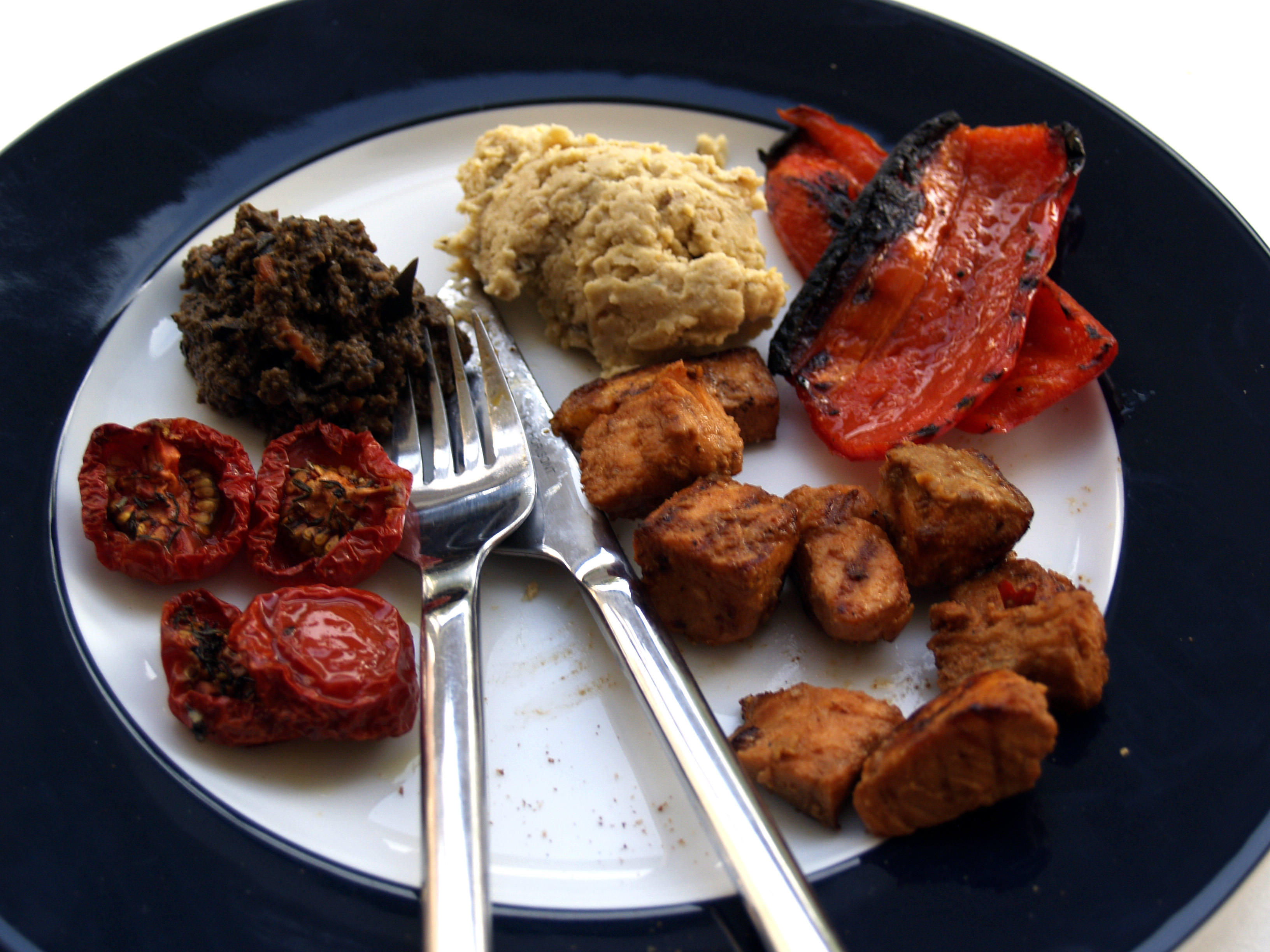
Tapas.
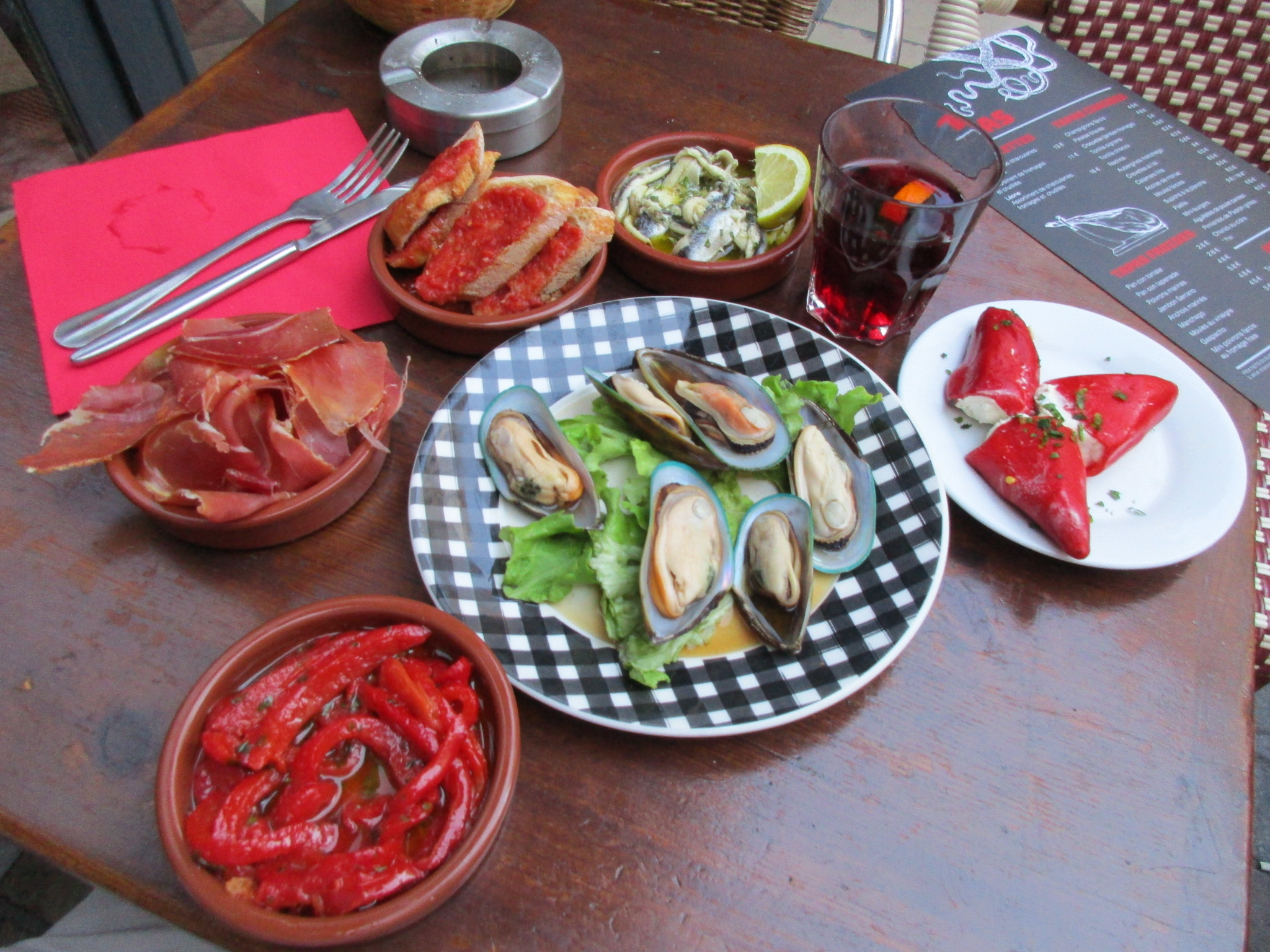
Avec des tapas.
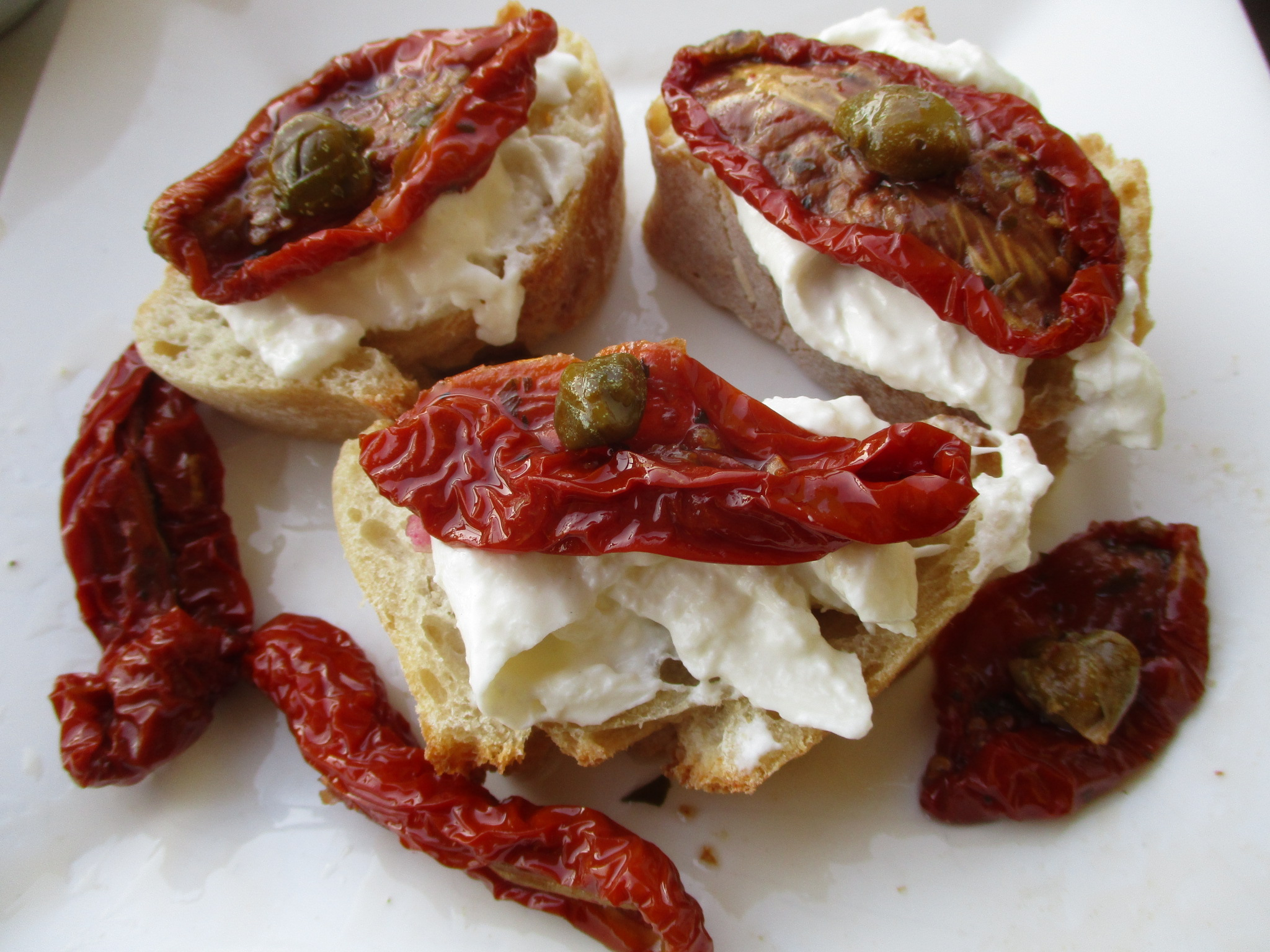
Bruschetta caprese.
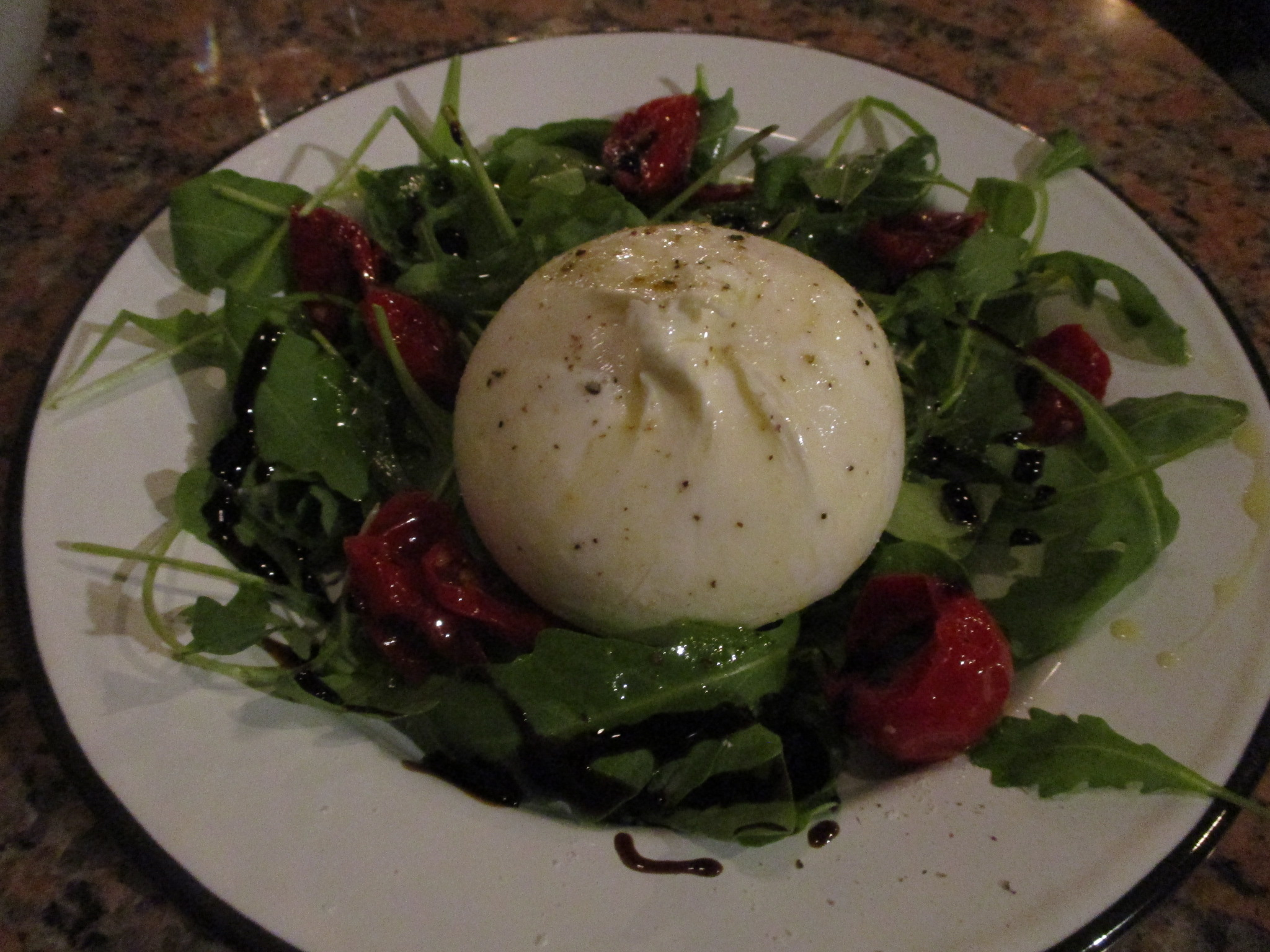
Avec burrata, roquette, et huile d'olive.
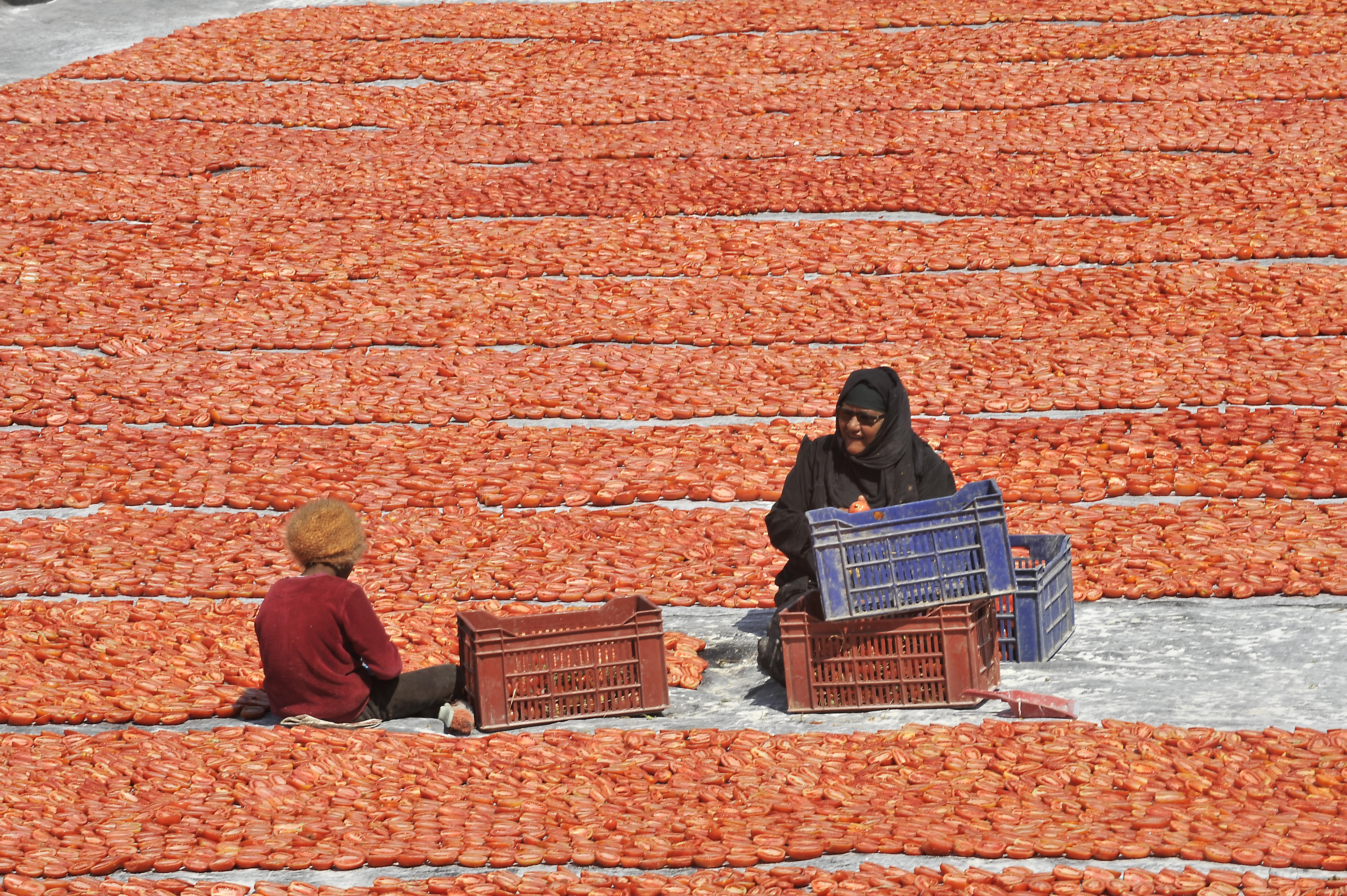
Tomate séchée.

Elles sont traditionnellement consommées avec de l'huile d'olive, du romarin, du basilic et de l'ail, avec du pain ou en tapas, ou utilisées entières ou hachées (alternatives des tomates fraîches) pour de nombreuses recettes de cuisine, assiette et salade composée, pâtes, pizza, poisson, viande. La tartinade préparée avec huile d'olive, pignons de pin, ail et basilic se nomme caviar de tomates séchées.